# До майбутньої весни
«До майбутньої весни» — радянський фільм-мелодрама 1960 року. Дебютна, ВДІКівська дипломна робота режисера Віктора Соколова.

## Сюжет
Для Віри — студентки Ленінградського педінституту, перше кохання замість радості й щастя приносить розчарування — і досить було одного першого обману, і раніше впевнена в собі дівчина змінюється, стає підозрілою і замкнутою. Вона не вірить більше нікому і біжить від людей — кинувши інститут, Віра з маленькою донькою їде в глухе село де її ніхто не знає. І хоча учні початкового класу спочатку пустували: підклали їй їжачка і притягли на урок цуценя, але незабаром їм полюбилася нова «училка». Робота в школі стала для Віри великою радістю, тільки з дітьми вона почувалася легко і впевнено. Але поза школою вона залишається мовчазною і стриманою. Незабаром у неї з'являється друг — учитель сусідньої школи Олексій Миколайович, тонка і чуйна людина. Але в розмовах про життя, про людей, про роботу, вони постійно сперечаються, між ними завжди стоїть якась тінь, що затьмарює дружбу. Якось на сказане мимохідь шкільною прибиральницею про вчителя «хороший він», Віра заперечує: «Хороші — тільки діти», але в душі вона вже давно тягнеться до цієї «великої дитини». Незабаром до Віри приїжджає батько, який з подивом виявляє, що у нього тепер є онука. Він збирається забрати Віру з собою на Урал, де він працює на залізниці, але він бачить, як до Віри ставляться в селі і дорослі, і діти, що полюбили її, які прибігли на пристань попрощатися. На пристані Віра зустрічає приїхавшого Олексія Миколайовича, на прощання вона говорить, що розуміє, чому вона їде… І Віра залишається, і школярі міркують, що повернулася не «училка», а їхня вчителька Віра Миколаївна.

## У ролях
- Людмила Марченко —  Віра Миколаївна, вчителька
- Інокентій Смоктуновський —  Олексій Миколайович Ручьйов, вчитель
- Валентин Архипенко —  батько Віри
- Марія Призван-Соколова —  Настя, прибиральниця
- Галина Васильєва —  Наташа
- Володимир Андрєєв —  Василь
- Микола Новлянська —  Силантьїч
- Кларина Фролова-Воронцова —  балакуча тітка
- Ігор Богданов —  Митька
- Володимир Бойцов —  Васька
- Олена Папп —  Оленка
- Ольга Юдіна —  Надюшка

## Знімальна група
- Режисер — Віктор Соколов
- Сценарист — Сергій Воронін
- Оператор — Семен Іванов
- Композитор — Надія Симонян
- Художник — Іван Іванов